# Araruna
Araruna là một đô thị thuộc bang Paraíba, Brasil. Đô thị này có diện tích 245,72 km², dân số năm 2007 là 17456 người, mật độ 71 người/km².